# Haïlé Gerima
Haïlé Gerima est un réalisateur éthiopien, né le 4 mars 1946 à Gondar (Éthiopie). Il a émigré aux États-Unis en 1968, pour entrer à l’Université de Californie à Los Angeles, où il est membre de l’école des réalisateurs noirs de Los Angeles. Haile Gerima est également scénariste, producteur et monteur.

## Biographie
Haïlé Gerima est professeur de cinéma à l’Université Howard de Washington depuis 1975.
En 1976, son film La Récolte de trois mille ans lui vaut une reconnaissance internationale.
En 1993, Sankofa, film sur l’esclavage, obtient le Prix du meilleur long métrage lors du 3e Festival du cinéma africain de Milan.
Il réalise et produit en 1999 le film Adoua : une victoire africaine, consacré à la bataille d'Adoua, bataille remportée par l'Éthiopie contre l'Italie assurant au pays le maintien de son indépendance face au colonialisme.
Il reçoit, en 2008, pour son film Teza  (La rosée) le prix du meilleur scénario et le prix spécial du jury à la 65e Mostra de Venise, le grand prix du festival international du film d'Amiens, ainsi que cinq grand prix aux JCC 2008 (Tunisie).
En 2009, le film remporte également l'Étalon de Yennenga (Grand Prix) du Fespaco à Ouagadougou. Grand admirateur de Thomas Sankara, Hailé Gerima avait promis de ne pas mettre les pieds au Burkina tant que Blaise Compaoré serait au pouvoir. C'est donc sa sœur cadette Selome Gérima, coproductrice du film, qui a reçu le trophée.
En 2014 il est membre du jury du 36e Festival international du film du Caire, présidé par l'égyptienne Youssra.

## Vie privée
Il s'est marié à Shirikiana Aina. De leur union est issue Merawi Gerima qui est aussi réalisateur comme son père.

## Filmographie
- 1971 : Le Sablier (Hour Glass)[6]
- 1972 : Child of Resistance
- 1975 : La Récolte de trois mille ans (Mirt Sost Shi Amit)
- 1979 : Wilmington 10 -- U.S.A. 10,000 (en)
- 1979 : Bush Mama (en)
- 1982 : Cendres et braises (en) (Ashes and Embers)
- 1985 : After Winter: Sterling Brown
- 1993 : Sankofa
- 1994 : Imperfect Journey (en)
- 1999 : Adwa, une victoire africaine (en) (Adwa – An African Victory)
- 2008 : Teza

## Récompenses
- 1976- Léopard d'argent au Festival de Locarno et Prix Georges Sadoul, pour La Récolte de trois mille ans
- 1982- Grand Prix du Festival international du film de Lisbonne pour Cendres et braises
- 1983- FIPRESCI Récompense des critiques du film pour Cendres et braises- Festival du film de Berlin – Récompense « Outstanding Production » pour Cendres et braises au festival du film de Londres
- 1984- Hommage du Festival international du film de La Rochelle, France
- 1987- Prix du long métrage de fiction-Prix de la Ville d'Alger pour Cendres et braises
- 1993- Récompense de la meilleure cinématographie pour Sankofa au FESPACO, Burkina Faso
- 2003- Récompense d’honneur au 4e festival annuel du film indépendant de Washington DC
- 2008- Prix spécial du jury et prix du meilleur scénario à la 65e Mostra de Venise; Tanit d'or, meilleur scénario, meilleur second rôle masculin, meilleure musique, prix de l'image, aux Journées cinématographiques de Carthage 2008 (Tunisie) pour Teza
- 2009- Grand prix du Fespaco (Ouagadougou) pour Teza